# Édgar Barreto
Édgar Osvaldo Barreto Cáceres (Asunción, 15 luglio 1984) è un ex calciatore paraguaiano, di ruolo centrocampista.

## Biografia
Ha una moglie di nome Rocio da cui ha avuto due figli: il primogenito si chiama Mathias, mentre il 29 giugno 2014 è nato Iker Unai.
Suo fratello Diego attualmente dirigente sportivo e più anziano di tre anni, è stato anch'egli un calciatore, di ruolo portiere.
Possiede il passaporto italiano.

## Caratteristiche tecniche
Il ruolo a lui più congeniale è quello della mezzala, con la possibilità di arrivare al limite dell'area di rigore e partecipare alla manovra offensiva, tuttavia viene impiegato prevalentemente come mediano; è più adatto a giocare in un centrocampo formato da due uomini, sapendosi comunque adattare in tutti i ruoli del centrocampo. È bravo a battere le punizioni: ispirato all'ex calciatore connazionale Francisco Arce, fin da piccolo si è allenato con il fratello portiere.
Stefano Colantuono, suo allenatore all'Atalanta nella stagione 2010-2011, lo ha definito «un centrocampista molto dinamico, forte fisicamente e dai piedi buoni, oltre ad essere un ragazzo serio e molto professionale».

## Carriera

### Club

#### Cerro Porteño
Inizia la sua carriera da professionista nella squadra paraguaiana del Cerro Porteño. Nella stagione 2002 gioca 6 partite di campionato, mentre nell'annata successiva le presenze in campionato sono 20, con 4 reti all'attivo. In questa stagione esordisce anche nelle competizioni internazionali, giocando la Coppa Libertadores 2003, competizione nella quale realizza anche una rete. A fine anno solare lascia il club.

#### NEC Nijmegen
Nel gennaio 2004 viene acquistato dalla squadra olandese del NEC Nijmegen. Conclude quindi la stagione con 9 presenze in campionato e 4 in Coppa d'Olanda.
Nella stagione 2004-2005 gioca titolare disputando 25 presenze in campionato ed una in Coppa. In questa stagione segna anche le prime reti in Europa: in particolare, è protagonista nella partita vinta per 3-0 sul Roosendaal, in cui segna una doppietta e fornisce l'assist a Saïd Boutahar per il gol che chiude la partita.
Nella stagione 2005-2006 gioca tutte le partite di campionato tranne due, mentre in Coppa le presenze sono 6, con 6 reti complessive.
Nella stagione 2006-2007, l'ultima nei Paesi Bassi, gioca 29 partite di campionato (con 2 gol) e 5 partite nella Coppa d'Olanda, chiudendo l'esperienza con il NEC con 117 presenze e 13 reti complessive. In quest'ultima stagione, a causa della ritardata cessione in Italia, viene messo fuori rosa per un breve periodo.

#### Reggina
Il 19 luglio 2007 si trasferisce alla Reggina per 2 milioni di euro, firmando un contratto quadriennale.
Esordisce in maglia amaranto il 26 agosto nella prima giornata di campionato pareggiata 1-1 in casa contro l'Atalanta. Tre giorni dopo segna la prima rete con la nuova squadra, segnando al 74' il gol decisivo per la vittoria per 3-2 in Coppa Italia contro il Piacenza.
Segna il suo primo gol nel campionato italiano il 27 gennaio 2008 nella gara di ritorno contro l'Atalanta: la sua rete al 67' chiude la partita sul 2-2. Con 36 partite disputate in campionato risulta il giocatore più impiegato nella stagione 2007-2008. L'11 maggio 2008, nella partita Reggina-Empoli (2-0), permette la salvezza della squadra amaranto con il suo primo gol al Granillo, grazie ad un tiro da venticinque metri.
L'anno successivo, terminato con la retrocessione in Serie B, disputa 32 presenze in campionato con 2 reti, più una partita in Coppa Italia. A fine stagione lascia la squadra dopo 71 presenze e 6 gol complessivi.

#### Atalanta
L'11 luglio 2009 viene acquistato a titolo definitivo dall'Atalanta per 4,5 milioni di euro, con cui firma un contratto fino al 2014.
Esordisce in maglia nerazzurra il 15 agosto nel terzo turno di Coppa Italia vinto per 1-0 in trasferta contro il Cesena.
Dopo aver disputato 4 partite di campionato, la rottura del piede sinistro lo costringe a saltare l'intera stagione, conclusa con la retrocessione in Serie B).
Torna a vestire la casacca nerazzurra l'11 settembre 2010, nella partita vinta dall'Atalanta contro il Pescara (2-0). A fine stagione viene inserito nella formazione "Top 11" del campionato di Serie B 2010-2011. All'inizio della stagione successiva, con ancora tre anni di contratto, lascia la squadra dopo 34 presenze e 2 gol complessivi; della stessa era l'incaricato di battere le punizioni in assenza del capitano Cristiano Doni, che gli diede per primo in dialetto bergamasco il soprannome Cagnass (in lingua italiana cagnaccio), per la sua abilità a contrastare gli avversari. Sia a Reggio Calabria che a Bergamo ha giocato in coppia a centrocampo con il cileno Carlos Carmona.

#### Palermo
Il 31 agosto 2011, ultimo giorno di calciomercato, passa a titolo definitivo al Palermo per 8 milioni di euro (con plusvalenza di 5,3 milioni di euro per gli orobici); il calciatore firma un contratto quadriennale da 1,3 milioni di euro lordi a stagione.
Esordisce in maglia rosanero in Palermo-Inter 4-3, seconda giornata di campionato. Chiude la stagione con 34 presenze, che lo rendono il giocatore più utilizzato della rosa. Chiude la sua seconda stagione al Palermo con 30 presenze in campionato e 2 in Coppa Italia.
Nella stagione 2013-2014 diventa il capitano della squadra, succedendo a Fabrizio Miccoli. Un infortunio lo tiene fuori dal campo per le prime partite stagionali, debuttando l'8 settembre 2013 nella gara vinta in trasferta contro il Padova per 3-0. Il 3 maggio 2014, dopo la vittoria contro il Novara 1-0 in trasferta, ottiene la promozione in Serie A – con annessa vittoria del campionato – con cinque giornate d'anticipo; è il secondo campionato cadetto vinto in carriera, dopo quello 2010-2011 con l'Atalanta. Chiude la stagione con 34 presenze in campionato.
In scadenza di contratto a giugno 2015, per decisione della società e dello spogliatoio, perde la fascia di capitano in favore di Stefano Sorrentino.
Complessivamente con il Palermo ha giocato 125 partite e segnato 7 gol.

#### Sampdoria
Il 19 febbraio 2015 si accorda con la Sampdoria, con cui alla fine della stagione 2014-2015 firma un contratto triennale. Il 1º luglio 2015 viene ufficializzato l'acquisto a titolo definitivo da parte della Samp. Sceglie di indossare la maglia numero 8 come quella usata negli anni di Reggio e di Palermo.
Il 30 luglio esordisce in blucerchiato giocando la gara di Europa League contro il Vojvodina, persa 4-0. Durante la stagione 2015–2016 colleziona 30 presenze, senza segnare. Il 28 agosto 2016 trova il suo primo gol in blucerchiato contro l'Atalanta sua ex-squadra. Il 4 dicembre 2016 trova il secondo gol stagionale contro il Torino nella partita conclusasi 2-0 per la Sampdoria.
L'11 febbraio 2018, durante la sua terza stagione coi genovesi, torna al gol in campionato che mancava da più di un anno, sbloccando la gara vinta poi 2-0 contro il Verona.
Rimane in blucerchiato per altri due anni, dove (anche causa infortuni) trova poco spazio arrivando a rescindere il suo contratto con il club 27 maggio 2020, rimanendo svincolato.

#### Ritorno al NEC Nijmegen e ritiro
Il 15 luglio 2020 dopo 13 anni fa ritorno al NEC Nimejen firmando un contratto annuale con opzione per un ulteriore anno e con la possibilità di intraprendere poi un percorso nel settore giovanile del club olandese a fine carriera. Segna il suo primo gol in Eerste Divisie il 5 marzo 2021 nella sfida vinta per 0-7 contro l’Helmond Sport.
Il 1⁰ luglio 2022, dopo 2 anni nel club, annuncia il ritiro dal calcio giocato.

### Nazionale
Esordisce ventenne in Nazionale maggiore l'8 luglio 2004, nell'incontro tra Paraguay e Costa Rica in Coppa America, che in quella edizione veniva disputata in Perù. Disputa tutte le quattro partite giocate dalla sua squadra da titolare. Sempre in quell'anno, disputa i Giochi olimpici di Atene 2004 con la squadra Under-23 della sua nazione, conquistando la medaglia d'argento: la sua squadra perde in finale contro l'Argentina.
Dall'anno successivo, Barreto comincia a diventare un punto fermo della Nazionale maggiore, siglando la sua prima rete con l'Albirroja il 18 agosto, nell'amichevole disputata a Ciudad del Este contro la Nazionale di El Salvador. Arriva a questa partita dopo 6 presenze nelle qualificazioni ai Mondiale 2006 fra settembre 2004 e agosto 2005.
Dopo un'altra partita di qualificazione e 3 amichevoli, è tra i 23 convocati per disputare il Mondiale in Germania: gioca 2 partite e la squadra viene eliminata al primo turno.
Dopo 5 amichevoli fra ottobre 2006 e giugno 2007, tra giugno e luglio partecipa alla Copa América 2007, in cui va a segno contro gli Stati Uniti siglando la prima rete nella vittoria per 3-1; chiude la competizione con 4 partite disputate. Il 2007 è stato l'anno in cui Barreto ha indossato la maglia biancorossa più volte: 15 le presenze, chiudendo l'anno solare con 2 amichevoli e 4 partite di qualificazione ai Mondiale 2010.
Nel 2008 chiude il computo delle partite di qualificazione avvenuta l'anno seguente, contribuendo con 14 presenze su 18 disponibili; in quest'annata le presenze nel girone eliminatorio sono 6, accompagnate da 4 amichevoli, mentre nel 2009 le apparizioni ufficiali saranno 4 con un'amichevole. Il 9 settembre 2009 si provoca una microfrattura al quinto metatarsale del piede sinistro nella partita vinta dal Paraguay contro l'Argentina, che gli compromette l'intera stagione con la squadra di club. Nonostante la prolungata inattività, il CT paraguaiano Gerardo Martino lo convoca comunque per i Mondiali in Sudafrica, dove disputa 3 partite (una del primo turno, gli ottavi e i quarti) precedute dall'amichevole di preparazione del 2 giugno contro la Grecia.
Ritorna in Nazionale il 17 novembre 2010 per disputare l'amichevole contro la Nazionale di calcio di Hong Kong, siglando la sua terza rete con la maglia dell'Albirroja nel 7-0 finale.
Il 25 giugno 2011, dopo 3 amichevoli nello stesso mese, viene inserito dal commissario tecnico Gerardo Martino nella lista dei convocati per la Coppa America disputata in Argentina. Nella competizione disputa la prima partita contro l'Ecuador, dove accusa un infortunio uscendo dal campo al 37'; salta quindi le successive due partite del girone. Torna disponibile nella gara dei quarti contro il Brasile subentrando nella ripresa ad Enrique Vera. Nonostante un suo errore nei tiri di rigore, la squadra riesce ad accedere alle semifinali dove affronta e vince (sempre ai rigori) contro il Venezuela e guadagnosi così un posto nella finale contro l'Uruguay, che la sua squadra perde per 3-0 (Barreto non viene utilizzato nell'incontro).
Punto fermo della Nazionale, il 5 agosto 2012 si ritira dalla stessa per motivi di carattere fisiologico.

## Statistiche

### Presenze e reti nei club
| Stagione             | Squadra              | Campionato           | Campionato | Campionato | Coppa nazionali | Coppa nazionali | Coppa nazionali | Coppe continentali | Coppe continentali | Coppe continentali | Altre coppe | Altre coppe | Altre coppe | Totale | Totale |
| Stagione             | Squadra              | Comp                 | Pres       | Reti       | Comp            | Pres            | Reti            | Comp               | Pres               | Reti               | Pres        | Comp        | Pres        | Reti   | Reti   |
| -------------------- | -------------------- | -------------------- | ---------- | ---------- | --------------- | --------------- | --------------- | ------------------ | ------------------ | ------------------ | ----------- | ----------- | ----------- | ------ | ------ |
| 2002                 | Cerro Porteño        | PD                   | 6+?        | 0          | -               | -               | -               | CL+CS              | ?                  | 0                  | -           | -           | -           | 6+     | 0      |
| 2003                 | Cerro Porteño        | PD                   | 20+?       | 4+0        | -               | -               | -               | CL                 | 2+                 | 1                  | -           | -           | -           | 22+    | 5      |
| Totale Cerro Porteño | Totale Cerro Porteño | Totale Cerro Porteño | 26+        | 4+0        |                 | -               | -               |                    | 2+                 | 1                  |             | -           | -           | 28+    | 5      |
| gen.-giu. 2004       | N.E.C.               | E                    | 9          | 0          | CO              | 4               | 0               | CU                 | 0                  | 0                  | -           | -           | -           | 13     | 0      |
| 2004-2005            | N.E.C.               | E                    | 25         | 5          | CO              | 1               | 0               | -                  | -                  | -                  | -           | -           | -           | 26     | 5      |
| 2005-2006            | N.E.C.               | E                    | 32+2       | 3+0        | CO              | 6               | 3               | -                  | -                  | -                  | -           | -           | -           | 40     | 6      |
| 2006-2007            | N.E.C.               | E                    | 29+4       | 2+0        | CO              | 5               | 0               | -                  | -                  | -                  | -           | -           | -           | 38     | 2      |
| 2007-2008            | Reggina              | A                    | 36         | 3          | CI              | 2               | 1               | -                  | -                  | -                  | -           | -           | -           | 38     | 4      |
| 2008-2009            | Reggina              | A                    | 32         | 2          | CI              | 1               | 0               | -                  | -                  | -                  | -           | -           | -           | 33     | 2      |
| Totale Reggina       | Totale Reggina       | Totale Reggina       | 68         | 5          |                 | 3               | 1               |                    | -                  | -                  |             | -           | -           | 71     | 6      |
| 2009-2010            | Atalanta             | A                    | 4          | 0          | CI              | 1               | 0               | -                  | -                  | -                  | -           | -           | -           | 5      | 0      |
| 2010-2011            | Atalanta             | B                    | 29         | 2          | CI              | 0               | 0               | -                  | -                  | -                  | -           | -           | -           | 29     | 2      |
| Totale Atalanta      | Totale Atalanta      | Totale Atalanta      | 33         | 2          |                 | 1               | 0               |                    | -                  | -                  |             | -           | -           | 34     | 2      |
| 2011-2012            | Palermo              | A                    | 34         | 1          | CI              | 0               | 0               | UEL                | -                  | -                  | -           | -           | -           | 34     | 1      |
| 2012-2013            | Palermo              | A                    | 30         | 0          | CI              | 2               | 0               | -                  | -                  | -                  | -           | -           | -           | 32     | 0      |
| 2013-2014            | Palermo              | B                    | 34         | 4          | CI              | 0               | 0               | -                  | -                  | -                  | -           | -           | -           | 34     | 4      |
| 2014-2015            | Palermo              | A                    | 24         | 2          | CI              | 1               | 0               | -                  | -                  | -                  | -           | -           | -           | 25     | 2      |
| Totale Palermo       | Totale Palermo       | Totale Palermo       | 122        | 7          |                 | 3               | 0               |                    | -                  | -                  |             | -           | -           | 125    | 7      |
| 2015-2016            | Sampdoria            | A                    | 30         | 0          | CI              | 0               | 0               | UEL                | 2                  | 0                  | -           | -           | -           | 32     | 0      |
| 2016-2017            | Sampdoria            | A                    | 32         | 2          | CI              | 1               | 0               | -                  | -                  | -                  | -           | -           | -           | 33     | 2      |
| 2017-2018            | Sampdoria            | A                    | 28         | 1          | CI              | 2               | 2               | -                  | -                  | -                  | -           | -           | -           | 30     | 3      |
| 2018-2019            | Sampdoria            | A                    | 12         | 0          | CI              | 1               | 0               | -                  | -                  | -                  | -           | -           | -           | 13     | 0      |
| 2019-2020            | Sampdoria            | A                    | 2          | 0          | CI              | 0               | 0               | -                  | -                  | -                  | -           | -           | -           | 2      | 0      |
| Totale Sampdoria     | Totale Sampdoria     | Totale Sampdoria     | 104        | 3          |                 | 4               | 2               |                    | 2                  | 0                  |             | -           | -           | 110    | 5      |
| 2020-2021            | N.E.C.               | ES                   | 28+3       | 3+0        | CO              | 2               | 0               | -                  | -                  | -                  | -           | -           | -           | 33     | 3      |
| 2021-2022            | N.E.C.               | E                    | 12         | 1          | CO              | 0               | 0               | -                  | -                  | -                  | -           | -           | -           | 12     | 1      |
| Totale N.E.C.        | Totale N.E.C.        | Totale N.E.C.        | 144        | 14         |                 | 18              | 3               |                    | 0                  | 0                  |             | -           | -           | 162    | 17     |
| Totale carriera      | Totale carriera      | Totale carriera      | 497        | 35         |                 | 29              | 6               |                    | 4                  | 1                  |             | -           | -           | 530    | 42     |

### Cronologia presenze e reti in nazionale
| Cronologia completa delle presenze e delle reti in nazionale ― Paraguay | Cronologia completa delle presenze e delle reti in nazionale ― Paraguay | Cronologia completa delle presenze e delle reti in nazionale ― Paraguay | Cronologia completa delle presenze e delle reti in nazionale ― Paraguay | Cronologia completa delle presenze e delle reti in nazionale ― Paraguay | Cronologia completa delle presenze e delle reti in nazionale ― Paraguay | Cronologia completa delle presenze e delle reti in nazionale ― Paraguay | Cronologia completa delle presenze e delle reti in nazionale ― Paraguay |
| Data                                                                    | Città                                                                   | In casa                                                                 | Risultato                                                               | Ospiti                                                                  | Competizione                                                            | Reti                                                                    | Note                                                                    |
| ----------------------------------------------------------------------- | ----------------------------------------------------------------------- | ----------------------------------------------------------------------- | ----------------------------------------------------------------------- | ----------------------------------------------------------------------- | ----------------------------------------------------------------------- | ----------------------------------------------------------------------- | ----------------------------------------------------------------------- |
| 8-7-2004                                                                | Arequipa                                                                | Paraguay                                                                | 1 – 0                                                                   | Costa Rica                                                              | Coppa America 2004 - 1º turno                                           | -                                                                       |                                                                         |
| 11-7-2004                                                               | Arequipa                                                                | Paraguay                                                                | 1 – 1                                                                   | Cile                                                                    | Coppa America 2004 - 1º turno                                           | -                                                                       |                                                                         |
| 14-7-2004                                                               | Arequipa                                                                | Brasile                                                                 | 1 – 2                                                                   | Paraguay                                                                | Coppa America 2004 - 1º turno                                           | -                                                                       |                                                                         |
| 18-7-2004                                                               | Tacna                                                                   | Paraguay                                                                | 1 – 3                                                                   | Uruguay                                                                 | Coppa America 2004 - Quarti di finale                                   | -                                                                       |                                                                         |
| 5-9-2004                                                                | Asunción                                                                | Paraguay                                                                | 1 – 0                                                                   | Venezuela                                                               | Qual. Mondiali 2006                                                     | -                                                                       |                                                                         |
| 17-11-2004                                                              | Montevideo                                                              | Uruguay                                                                 | 1 – 0                                                                   | Paraguay                                                                | Qual. Mondiali 2006                                                     | -                                                                       |                                                                         |
| 27-3-2005                                                               | Quito                                                                   | Ecuador                                                                 | 5 – 2                                                                   | Paraguay                                                                | Qual. Mondiali 2006                                                     | -                                                                       |                                                                         |
| 30-3-2005                                                               | Asunción                                                                | Paraguay                                                                | 2 – 1                                                                   | Cile                                                                    | Qual. Mondiali 2006                                                     | -                                                                       |                                                                         |
| 5-6-2005                                                                | Porto Alegre                                                            | Brasile                                                                 | 4 – 1                                                                   | Paraguay                                                                | Qual. Mondiali 2006                                                     | -                                                                       |                                                                         |
| 8-6-2005                                                                | Asunción                                                                | Paraguay                                                                | 4 – 1                                                                   | Bolivia                                                                 | Qual. Mondiali 2006                                                     | -                                                                       |                                                                         |
| 17-8-2005                                                               | Ciudad del Este                                                         | Paraguay                                                                | 3 – 0                                                                   | El Salvador                                                             | Amichevole                                                              | 1                                                                       |                                                                         |
| 3-9-2005                                                                | Asunción                                                                | Paraguay                                                                | 0 – 0                                                                   | Argentina                                                               | Qual. Mondiali 2006                                                     | -                                                                       |                                                                         |
| 1-3-2006                                                                | Cardiff                                                                 | Galles                                                                  | 0 – 0                                                                   | Paraguay                                                                | Amichevole                                                              | -                                                                       |                                                                         |
| 24-5-2006                                                               | Oslo                                                                    | Norvegia                                                                | 2 – 2                                                                   | Paraguay                                                                | Amichevole                                                              | -                                                                       |                                                                         |
| 31-5-2006                                                               | Dornbirn                                                                | Paraguay                                                                | 1 – 0                                                                   | Georgia                                                                 | Amichevole                                                              | -                                                                       |                                                                         |
| 15-6-2006                                                               | Berlino                                                                 | Svezia                                                                  | 1 – 0                                                                   | Paraguay                                                                | Mondiali 2006 - 1º turno                                                | -                                                                       |                                                                         |
| 20-6-2006                                                               | Kaiserslautern                                                          | Paraguay                                                                | 2 – 0                                                                   | Trinidad e Tobago                                                       | Mondiali 2006 - 1º turno                                                | -                                                                       |                                                                         |
| 7-10-2006                                                               | Brisbane                                                                | Australia                                                               | 1 – 1                                                                   | Paraguay                                                                | Amichevole                                                              | -                                                                       |                                                                         |
| 28-3-2007                                                               | Bogotà                                                                  | Colombia                                                                | 2 – 0                                                                   | Paraguay                                                                | Amichevole                                                              | -                                                                       |                                                                         |
| 2-6-2007                                                                | Vienna                                                                  | Austria                                                                 | 0 – 0                                                                   | Paraguay                                                                | Amichevole                                                              | -                                                                       |                                                                         |
| 5-6-2007                                                                | Città del Messico                                                       | Messico                                                                 | 0 – 1                                                                   | Paraguay                                                                | Amichevole                                                              | -                                                                       |                                                                         |
| 20-6-2007                                                               | Santa Cruz de la Sierra                                                 | Bolivia                                                                 | 0 – 0                                                                   | Paraguay                                                                | Amichevole                                                              | -                                                                       |                                                                         |
| 28-6-2007                                                               | Maracaibo                                                               | Paraguay                                                                | 5 – 0                                                                   | Colombia                                                                | Coppa America 2007 - 1º turno                                           | -                                                                       |                                                                         |
| 2-7-2007                                                                | Barinas                                                                 | Stati Uniti                                                             | 1 – 3                                                                   | Paraguay                                                                | Coppa America 2007 - 1º turno                                           | 1                                                                       |                                                                         |
| 5-7-2007                                                                | Barquisimeto                                                            | Argentina                                                               | 1 – 0                                                                   | Paraguay                                                                | Coppa America 2007 - 1º turno                                           | -                                                                       |                                                                         |
| 8-7-2007                                                                | Maturín                                                                 | Messico                                                                 | 6 – 0                                                                   | Paraguay                                                                | Coppa America 2007 - Quarti di finale                                   | -                                                                       |                                                                         |
| 8-9-2007                                                                | Puerto Ordaz                                                            | Venezuela                                                               | 3 – 2                                                                   | Paraguay                                                                | Amichevole                                                              | -                                                                       |                                                                         |
| 12-9-2007                                                               | Bogotà                                                                  | Colombia                                                                | 1 – 0                                                                   | Paraguay                                                                | Amichevole                                                              | -                                                                       |                                                                         |
| 13-10-2007                                                              | Lima                                                                    | Perù                                                                    | 0 – 0                                                                   | Paraguay                                                                | Qual. Mondiali 2010                                                     | -                                                                       |                                                                         |
| 17-10-2007                                                              | Asunción                                                                | Paraguay                                                                | 1 – 0                                                                   | Uruguay                                                                 | Qual. Mondiali 2010                                                     | -                                                                       |                                                                         |
| 17-11-2007                                                              | Asunción                                                                | Paraguay                                                                | 5 – 1                                                                   | Ecuador                                                                 | Qual. Mondiali 2010                                                     | -                                                                       |                                                                         |
| 21-11-2007                                                              | Santiago del Cile                                                       | Cile                                                                    | 0 – 3                                                                   | Paraguay                                                                | Qual. Mondiali 2010                                                     | -                                                                       |                                                                         |
| 26-3-2008                                                               | Atteridgeville                                                          | Sudafrica                                                               | 3 – 0                                                                   | Paraguay                                                                | Amichevole                                                              | -                                                                       |                                                                         |
| 31-5-2008                                                               | Tolone                                                                  | Francia                                                                 | 0 – 0                                                                   | Paraguay                                                                | Amichevole                                                              | -                                                                       |                                                                         |
| 15-6-2008                                                               | Asunción                                                                | Paraguay                                                                | 2 – 0                                                                   | Brasile                                                                 | Qual. Mondiali 2010                                                     | -                                                                       |                                                                         |
| 18-6-2008                                                               | La Paz                                                                  | Bolivia                                                                 | 4 – 2                                                                   | Paraguay                                                                | Qual. Mondiali 2010                                                     | -                                                                       |                                                                         |
| 20-8-2008                                                               | Nyon                                                                    | Paraguay                                                                | 1 – 1                                                                   | Arabia Saudita                                                          | Amichevole                                                              | -                                                                       |                                                                         |
| 6-9-2008                                                                | Buenos Aires                                                            | Argentina                                                               | 1 – 1                                                                   | Paraguay                                                                | Qual. Mondiali 2010                                                     | -                                                                       |                                                                         |
| 9-9-2008                                                                | Asunción                                                                | Paraguay                                                                | 2 – 0                                                                   | Venezuela                                                               | Qual. Mondiali 2010                                                     | -                                                                       |                                                                         |
| 11-10-2008                                                              | Bogotà                                                                  | Colombia                                                                | 0 – 1                                                                   | Paraguay                                                                | Qual. Mondiali 2010                                                     | -                                                                       |                                                                         |
| 15-10-2008                                                              | Asunción                                                                | Paraguay                                                                | 1 – 0                                                                   | Perù                                                                    | Qual. Mondiali 2010                                                     | -                                                                       |                                                                         |
| 19-11-2008                                                              | Mascate                                                                 | Oman                                                                    | 0 – 1                                                                   | Paraguay                                                                | Amichevole                                                              | -                                                                       |                                                                         |
| 28-3-2009                                                               | Montevideo                                                              | Uruguay                                                                 | 2 – 0                                                                   | Paraguay                                                                | Qual. Mondiali 2010                                                     | -                                                                       |                                                                         |
| 6-6-2009                                                                | Asunción                                                                | Paraguay                                                                | 0 – 2                                                                   | Cile                                                                    | Qual. Mondiali 2010                                                     | -                                                                       |                                                                         |
| 12-8-2009                                                               | Seul                                                                    | Corea del Sud                                                           | 1 – 0                                                                   | Paraguay                                                                | Amichevole                                                              | -                                                                       |                                                                         |
| 5-9-2009                                                                | Asunción                                                                | Paraguay                                                                | 1 – 0                                                                   | Bolivia                                                                 | Qual. Mondiali 2010                                                     | -                                                                       |                                                                         |
| 9-9-2009                                                                | Asunción                                                                | Paraguay                                                                | 1 – 0                                                                   | Argentina                                                               | Qual. Mondiali 2010                                                     | -                                                                       |                                                                         |
| 2-6-2010                                                                | San Gallo                                                               | Grecia                                                                  | 0 – 2                                                                   | Paraguay                                                                | Amichevole                                                              | -                                                                       |                                                                         |
| 20-6-2010                                                               | Bloemfontein                                                            | Slovacchia                                                              | 0 – 2                                                                   | Paraguay                                                                | Mondiali 2010 - 1º turno                                                | -                                                                       |                                                                         |
| 29-6-2010                                                               | Pretoria                                                                | Paraguay                                                                | 0 – 0 dts (5 – 3 dtr)                                                   | Giappone                                                                | Mondiali 2010 - Ottavi di finale                                        | -                                                                       |                                                                         |
| 3-7-2010                                                                | Johannesburg                                                            | Paraguay                                                                | 0 – 1                                                                   | Spagna                                                                  | Mondiali 2010 - Quarti di finale                                        | -                                                                       |                                                                         |
| 17-11-2010                                                              | Hong Kong                                                               | Hong Kong                                                               | 0 – 7                                                                   | Paraguay                                                                | Amichevole                                                              | 1                                                                       |                                                                         |
| 7-6-2011                                                                | Luque                                                                   | Paraguay                                                                | 0 – 0                                                                   | Bolivia                                                                 | Amichevole                                                              | -                                                                       |                                                                         |
| 11-6-2011                                                               | Asunción                                                                | Paraguay                                                                | 2 – 0                                                                   | Romania                                                                 | Amichevole                                                              | -                                                                       |                                                                         |
| 23-6-2011                                                               | Asunción                                                                | Paraguay                                                                | 0 – 0                                                                   | Cile                                                                    | Amichevole                                                              | -                                                                       |                                                                         |
| 3-7-2011                                                                | Santa Fe                                                                | Paraguay                                                                | 0 – 0                                                                   | Ecuador                                                                 | Coppa America 2011 - 1º turno                                           | -                                                                       |                                                                         |
| 17-7-2011                                                               | La Plata                                                                | Brasile                                                                 | 0 – 0 dts (0 – 2 dtr)                                                   | Paraguay                                                                | Coppa America 2011 - Quarti di finale                                   | -                                                                       |                                                                         |
| 20-7-2011                                                               | Mendoza                                                                 | Paraguay                                                                | 0 – 0 dts (5 – 3 dtr)                                                   | Venezuela                                                               | Coppa America 2011 - Semifinali                                         | -                                                                       |                                                                         |
| 8-10-2011                                                               | Lima                                                                    | Perù                                                                    | 2 – 0                                                                   | Paraguay                                                                | Qual. Mondiali 2014                                                     | -                                                                       |                                                                         |
| 11-10-2011                                                              | Asunción                                                                | Paraguay                                                                | 1 – 1                                                                   | Uruguay                                                                 | Qual. Mondiali 2014                                                     | -                                                                       |                                                                         |
| Totale                                                                  |                                                                         | Presenze                                                                | 60                                                                      |                                                                         | Reti                                                                    | 3                                                                       |                                                                         |

## Palmarès

### Club
- Campionato italiano di Serie B: 2

Atalanta: 2010-2011
Palermo: 2013-2014

### Nazionale
- Argento olimpico: 1

Atene 2004